# Asymmetric Digital Subscriber Line

Zakresy sygnału ADSL Aneks A. Kolejne pasma: głos, dane do centrali, dane do klienta.

Asymmetric Digital Subscriber Line, ADSL (z ang. asymetryczna cyfrowa linia abonencka) – szerokopasmowa technologia cyfrowa pozwalająca użytkownikowi połączyć się z siecią komputerową, np. z Internetem, umożliwiająca odbiór danych z szybkością większą niż ich wysyłanie, czyli asymetrycznie.
W technice tej do przesyłania danych wykorzystuje się częstotliwości większe od 25 kHz, które nie są używane przy przesyłaniu głosu rozmowy telefonicznej. Asymetria polega tutaj na tym, iż przesyłanie danych z sieci do użytkownika jest szybsze niż w drugą stronę. Technologia ta stworzona została z myślą o użytkownikach częściej odbierających dane (np. ze stron internetowych) niż wysyłających dane (np. posiadających serwer internetowy).

## Opis systemu
W standardzie tym wykorzystuje się zwykłe, miedziane kable telefoniczne. ADSL pozwala na dużo większą przepustowość niż technologia modemów telefonicznych, w której wszystkie sygnały są przesyłane w paśmie przeznaczonym do przesyłania głosu. W najczęstszym przypadku Plain Old Telephone Service w centrali telefonicznej jest demodulowany na postać cyfrową z częstotliwością 8 kHz i 8-bitowym kodowaniem, co odpowiada przepustowości 64 kb/s.
Przesyłane wspólnym kablem sygnały rozmowy telefonicznej i ADSL w centrali i u użytkownika są rozdzielane przez filtry (spliter) na sygnał telefoniczny (rozmowę) i szerokopasmową transmisję danych. U użytkownika sygnał rozmowy jest kierowany do telefonów, a ADSL do modemu. W centrali rozmowa jest kierowana do zwykłej sieci telefonicznej, natomiast pakiety danych związane z transmisją szerokopasmową są przesyłane poprzez multiplekser DSLAM, albo do wewnętrznej sieci ATM (wtedy usługodawca telekomunikacyjny korzysta z enkapsulacji PPPoA), albo do wewnętrznej sieci Ethernet usługodawcy (gdy korzysta z enkapsulacji PPPoE), aż do bramy internetowej.
ADSL pozwala na transmisję z prędkością od 16 kb/s do 24 Mb/s. Prędkość, z jaką można wysyłać dane, jest zwykle znacznie niższa.
Technologia ADSL została opisana w zaleceniach ITU-T G.992.1, G.992.2 (G.Lite) (i kolejnych) oraz w standardzie ANSI T1.413-1998.

## Wersje ADSL

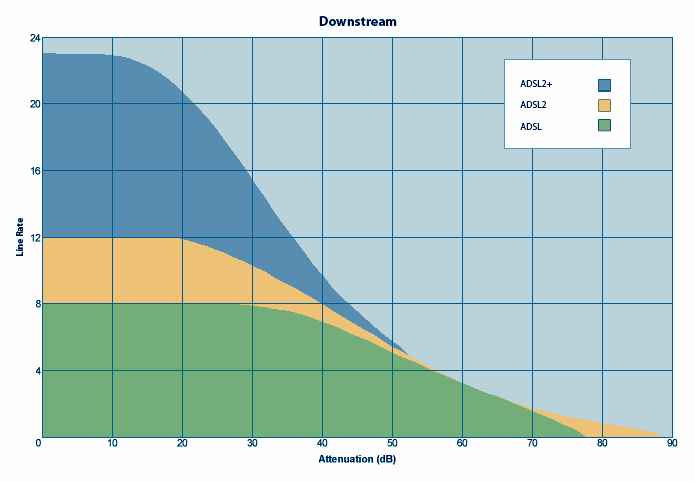
Tłumienności poszczególnych wersji: ADSL, ADSL2 i ADSL2+ w stosunku do maksymalnej, możliwej prędkości połączenia z DSLAMem

- ADSL1 – najstarsza wersja technologii, umożliwiająca transmisję danych z prędkością 1536 kb/s lub 2048 kb/s, na odległość nie większą niż 5,5 km, pozwalająca uzyskać maksymalną przepustowość 8192 kb/s, ale tylko na krótkich liniach telefonicznych, nie przekraczających 2,7 km.
- ADSL2 – umożliwia transmisję danych z prędkością 3072 kb/s lub 4096 kb/s, na odległość nie większą niż 3,7 km.
- ADSL2+ – umożliwia transmisję danych z prędkością około 24 Mb/s, na odległość nie większą niż 2 km. Technologia wykorzystywana w systemach TVoDSL i VOD. Odmiana wprowadzana w krajach Europy Zachodniej od 2004 roku, a w Polsce od 2005 roku. Umożliwia odbiór cyfrowych kanałów telewizyjnych i szereg usług.

## Normy ADSL
| Numer                    | Nazwa              | Maksymalna prędkość do użytkownika | Maksymalna prędkość od użytkownika |
| ------------------------ | ------------------ | ---------------------------------- | ---------------------------------- |
| ANSI T1.413-1998 Issue 2 | ADSL               | 8 Mb/s                             | 1.0 Mb/s                           |
| ITU-T G.992.1            | ADSL (G.DMT)       | 8 Mb/s                             | 1.0 Mb/s                           |
| ITU-T G.992.1 Annex A    | ADSL over POTS     | 8 Mb/s                             | 1.0 Mb/s                           |
| ITU-T G.992.1 Annex B    | ADSL over ISDN     | 8 Mb/s                             | 1.0 Mb/s                           |
| ITU-T G.992.2            | ADSL Lite (G.Lite) | 1.5 Mb/s                           | 0.5 Mb/s                           |
| ITU-T G.992.3/4          | ADSL2              | 12 Mb/s                            | 1.0 Mb/s                           |
| ITU-T G.992.3/4 Annex J  | ADSL2              | 12 Mb/s                            | 3.5 Mb/s                           |
| ITU-T G.992.3/4 Annex L  | RE-ADSL2           | 5 Mb/s                             | 0.8 Mb/s                           |
| ITU-T G.992.5            | ADSL2+             | 24 Mb/s                            | 1.0 Mb/s                           |
| ITU-T G.992.5 Annex L    | RE-ADSL2+          | 24 Mb/s                            | 1.0 Mb/s                           |
| ITU-T G.992.5 Annex M    | ADSL2+             | 24 Mb/s                            | 3.5 Mb/s                           |